# تخم‌مرغ فرشته
تخم‌مرغ فرشته (ژاپنی: 天使のたまご هپبورن: Tenshi no Tamago) یک فیلم هنری اووی‌ای ژاپنی به نویسندگی و کارگردانی مامورو اوشی است. این اثر توسط توکوما شوتن و با همکاری مشترک هنرمند یوشی‌تاکا آمانو با اوشی در تاریخ ۱۵ دسامبر ۱۹۸۵ منتشر شد. این انیمه توسط استودیو دین تهیه شده است، و هیروشی هاسه‌گاوا، ماسائو کوبایاشی، کوکی میورا، و یوتاکا وادا تهیه‌کنندگان آن می‌باشند. فیلم شامل دیالوگ‌های بسیار محدودی است و داستان پراکنده و سبک بصری‌اش باعث شده که آن را به عنوان یک هنر پویانمایی در ازای یک داستان توصیف کنند.

## داستان
تخم‌مرغ فرشته داستان زندگی یک دختر جوان ناشناس و سرگردان را دنبال می‌کند که تنها نگهدارنده یک تخم‌مرغ گرانبها و نسبتاً بزرگ است که در زیر لباسش پنهان می‌کند. او به تنهایی در ساختمانی نامشخص واقع در شهری متروکه و رو به زوال نئوگوتیک زندگی می‌کند. در یکی از روزها، مردی جوان و مرموز از راه می‌رسد و در نهایت اعتماد او را جلب می‌کند. آن‌ها جسته گریخته در مورد موضوعات مبهم فلسفی و الهیات با یکدیگر صحبت می‌کنند، و دختر جوان به او فسیل‌های شگفت‌انگیز و آثار هنری تاریخی و علمی را نشان می‌دهد. پسر شروع به بازگویی داستان کشتی نوح از کتاب مقدس می‌کند. داستان زمانی که پسر ادعا می‌کند کبوتر هرگز به کشتی بازنگشته است، از مسیر خود منحرف می‌شود، و مسافران هدف از این سفردریایی را فراموش کرده‌اند، تمدن غرق شده در زیرزمین را به فراموشی سپردند، و حیواناتی که در نتیجه آن به سنگ تبدیل شدند را فراموش کرده‌اند. پایان داستان کمی شوکه کننده و بسیار مبهم است، و بسیاری از سوالات را بی‌پاسخ و فضای زیادی برای تفسیر باقی می‌گذارد.

## صداپیشگان
- جینپاچی نزو در نقش پسر
- ماکو هیودو در نقش دختر